# توماس مولینا (بازیکن فوتبال)
توماس مولینا (انگلیسی: Tomás Molina؛ زادهٔ ۱۲ آوریل ۱۹۹۵) بازیکن فوتبال اهل آرژانتین است.
از باشگاه‌هایی که در آن بازی کرده‌است می‌توان به باشگاه فوتبال اتلتیکو هوراکان اشاره کرد.